# Борго Сера Сан Бартоло (Рагуза)
Борго Сера Сан Бартоло је насеље у Италији у округу Рагуза, региону Сицилија.
Према процени из 2011. у насељу је живело 33 становника. Насеље се налази на надморској висини од 207 м.